# レーサー鹿島
レーサー鹿島（レーサーかしま、1968年12月16日 - ）は、日本のラジオパーソナリティ、レーシングドライバー、マルチプロデューサーである。

## 来歴・人物
TOKYO FMのアナウンサー、スタッフを経て、レーシングドライバー、パーソナリティ、マルチプロデューサーとして活動している。
レースでは1995年、レーシングカートのチャンピオンを経て、三原じゅん子のチームメイトとしてトムススピリットからフォーミュラ・トヨタでデビューし、2000年には全日本F3選手権にステップアップ。
2001年にはトムススピリットからスーパー耐久にトヨタ・アルテッツァで参戦した。
同年、アメリカでのレース活動を開始。フォーミュラ・ダッヂ・ナショナルシリーズ（2,200cc）に参戦後、2002年からはCARTの下位カテゴリであるCARTプロシリーズ（3,500cc）、2004年にはインディカー・シリーズの下位カテゴリであるインディ・ライツに参戦し、デビュー戦で予選4位から優勝争いに絡み話題となった。2006年までインディ・ライツにスポット参戦後、国内レースへの出場やドライビングインストラクターなどを務めながらクルマやモータースポーツの魅力を伝える活動を行っている。
2004～2006年には、桐島ローランドらとともにオートバイ耐久レース（YAMAHA YZF600 R6）に参戦。オートバイを安全に楽しむことを広める活動やイベントプロデュースなども行っている。
マルチプロデューサーとしては、有名企業やブランドのプロデューサーとして主に新規プロジェクトやコラボレーション構築などを担当。トヨタ・モータースポーツ・フェスティバル（2001～2002年）、富士スピードウェイ・フィナーレ（2003年）、トヨタモータースポーツ・DREAM DRIVE DREAM LIVE」（2003～2010年）、トヨタ・ロビーコンサート（2012年～）などでプロデュースを担っている。

## レース戦績

### 全日本フォーミュラ3選手権
| 年     | チーム   | エンジン       | クラス | 1   | 2   | 3   | 4   | 5   | 6   | 7   | 8      | 9      | 10     | 順位 | ポイント |
| ------ | -------- | -------------- | ------ | --- | --- | --- | --- | --- | --- | --- | ------ | ------ | ------ | ---- | -------- |
| 2000年 | DTM LTD. | トヨタ・トムス |        | SUZ | TSU | FSW | MIN | TAI | SUZ | SUG | TRM 16 | SEN 16 | SUZ 12 | NC   | 0        |

(key)

## 出演

### 現在
2020年4月現在。
ラジオ番組
- Driver's Meeting（ロサンゼルスTJS、FMY、K-mix）

テレビ番組
- インディカー・シリーズ中継放送（GAORA）

### 過去
ラジオ番組
- ワンダフル・キッス（TOKYO FM、局アナ時代）
- レーサー鹿島の"いかせてやるぜ!"（JFN系列、局アナ時代）
- ステアリングネットワーク（TBCラジオ）
- TOKYO BAY MORNING（bay fm）
- STAR FILE（bay fm、FMヨコハマ／FM FUJI）
- シフトアップ・トゥー・ザ・フューチャー（NACK5）
- ラジオフレンズ（J-WAVE）

テレビ番組
- ASAYAN（テレビ東京／ナレーション）
- 世界のF3選手権（J SPORTS）
- 蘇れ！サーキットの狼[1]（MONDO21）